# Apc
Apc là một thị trấn thuộc hạt Heves, Hungary. Thị trấn này có diện tích 20,46 km², dân số năm 2010 là 2597 người, mật độ 127 người/km².